# Dendrolobium olivaceum
Dendrolobium olivaceum är en ärtväxtart som först beskrevs av David Prain, och fick sitt nu gällande namn av Anton Karl Schindler. Dendrolobium olivaceum ingår i släktet Dendrolobium och familjen ärtväxter. Inga underarter finns listade i Catalogue of Life.